# Арташка
Арташка (тат. Арташ) — село в Мамадышском районе Татарстана. Входит в состав Среднекирменского сельского поселения. Родина Героя Социалистического Труда М. Г. Хайруллиной.

## География
Находится на правом притоке реки Омарка, в 20 километрах к западу от города Мамадыша.

## История
Известно с 1710 года (по одной из версий, основано во второй половине XVII века).
До 1860-х годов жители относились к сословию государственных крестьян. Их основные занятия в этот период — земледелие и скотоводство, также изготовление полозьев для саней и ободьев для колес, валяльный промысел.
В «Списке населенных мест по сведениям 1859 года», изданном в 1866 году, населённый пункт упомянут как казённая деревня Арташ 2-го стана Мамадышского уезда Казанской губернии. Располагалась при речке Таурме, по правую сторону 1-го Чистопольского торгового тракта, в 20 верстах от уездного города Мамадыша и в 17 верстах от становой квартиры в казённой деревне Ахманова (Ишкеево). В деревне, в 37 дворах жили 217 человек (112 мужчин и 105 женщин), была мечеть.
В начале XX века в селе действовали мечеть, мектеб, 5 мелочных лавок. В этот период земельный надел сельской общины составлял 812 десятин.
До 1920 года село входило в Мало-Кирменскую волость Мамадышского уезда Казанской губернии. С 1920 года в составе Мамадышского кантона ТАССР. С 10 августа 1930 года в Мамадышском районе.
В 1929 году в селе был организован колхоз, с 1994 года в составе коллективного предприятия «Игенче», а с 1998 года — крестьянского (фермерского) хозяйства.

## Население
| 1859 | 1897 | 1908 | 1920 | 1926 | 1938 | 1949 | 1958 | 1970 | 1979 | 1989 | 2002 | 2010 | 2017 |
| ---- | ---- | ---- | ---- | ---- | ---- | ---- | ---- | ---- | ---- | ---- | ---- | ---- | ---- |
| 217  | 645  | 786  | 796  | 836  | 803  | 466  | 447  | 450  | 309  | 200  | 177  | 139  | 130  |

Национальный состав села — татары.

## Экономика
Жители занимаются полеводством, молочным скотоводством.

## Инфраструктура
В селе действует клуб (с 1933 г.).
Село состоит из 5 улиц:
- Абдулла Алиша (названа в честь татарского поэта и писателя)
- Жданова
- Карла Маркса
- Кирова
- Крупской

## Религия
Мечеть (с 1992 г.).

## Известные люди
М. Г. Хайруллина (1926—2016) — свинарка, Герой Социалистического Труда, её именем названа улица в городе Мамадыш.